# Les Messagers du Dragon

Les Messagers du Dragon (titre original : Bamboo Kingdom) est une série littéraire écrite par Rosie Best, une des autrices qui signe sous le pseudonyme Erin Hunter aux côtés de Kate Cary, Cherith Baldry et Victoria Holmes, rejointes ensuite par Tui Sutherland puis par Gillian Philip et enfin par Inbali Iserles. Cette série est traduite en français par Frédérique Fraisse.

## Histoire
Le Royaume des Bambous, ravagé et divisé en plusieurs territoires à la suite du Grand Déluge, est perdu sans son guide, le Messager du Dragon Nocturne Bois-Noir, qui a disparu. Au milieu de ce chaos, Feuille, Pluie et Esprit, des triplés séparés à la naissance, devront se rencontrer, unir leurs forces et découvrir ensemble ce qui menace qui le Royaume des Bambous.

## Liste des volumes

### Cycle I
1. Sauvés des eaux, Pocket Jeunesse, 2022 ((en) Creatures of the Flood, 2021), trad. Frédérique Fraisse, 272 p.  (ISBN 978-2-26632-114-3)
2. Une rivière de secrets, Pocket Jeunesse, 2022 ((en) River of Secrets, 2022), trad. Frédérique Fraisse, 272 p.  (ISBN 978-2-266-32115-0)
3. La Montagne aux défis, Pocket Jeunesse, 2023 ((en) Journey to the Dragon Mountain, 2023), trad. Frédérique Fraisse, 304 p.  (ISBN 978-2-266-32116-7)
4. Le Soleil noir, Pocket Jeunesse, 2024 ((en) The Dark Sun, 2023), trad. Frédérique Fraisse, 272 p.  (ISBN 978-2-266-32117-4)
5. Le Chemin de lumière, Pocket Jeunesse, 2025 ((en) The Lightning Path, 2024), trad. Frédérique Fraisse, 256 p.  (ISBN 978-2-266-34916-1)
6. (en) Fire and Ash, 2025

### Cycle II
1. (en) The Frozen Forest, année de parution inconnue
2. (en) Silence of the Dragon, année de parution inconnue
3. (en) The Shoots of Spring, année de parution inconnue